# Вознесенська Друга сільська рада
Вознесе́нська Дру́га сільська́ ра́да — адміністративно-територіальна одиниця та орган місцевого самоврядування в Тарутинському районі Одеської області. Адміністративний центр — село Вознесенка Друга.

## Загальні відомості
- Територія ради: 61,05 км²
- Населення ради: 1 153 особи (станом на 2001 рік)

## Населені пункти
Сільській раді були підпорядковані населені пункти:
- с. Вознесенка Друга
- с. Благодатне
- с. Кролівка
- с. Скриванівка
- с. Червоне

Указом Президії Верховної Ради УРСР від 14.11.1945 перейменували село Тамай Вознесенівської сільради Бородінського району Ізмаїльської області на село Виноградне.

## Населення
Згідно з переписом УРСР 1989 року чисельність наявного населення сільської ради становила 1343 особи, з яких 614 чоловіків та 729 жінок.
За переписом населення України 2001 року в сільській раді мешкало 1150 осіб.

### Мова
Розподіл населення за рідною мовою за даними перепису 2001 року:
| Мова       | Відсоток |
| ---------- | -------- |
| болгарська | 56,37 %  |
| українська | 22,81 %  |
| російська  | 7,46 %   |
| молдовська | 6,85 %   |
| гагаузька  | 6,24 %   |
| інші       | 0,27 %   |

## Склад ради
Рада складалася з 16 депутатів та голови.
- Голова ради: Соловйов Михайло Іванович
- Секретар ради: Грек Надія Данилівна

### Керівний склад попередніх скликань
| Прізвище, ім'я, по батькові | Основні відомості                                                 | Дата обрання | Дата звільнення |
| --------------------------- | ----------------------------------------------------------------- | ------------ | --------------- |
| Гаврилюк Марія Іюльянівна   | Сільський голова, 1954 року народження, позапартійна              | 26.03.2006   | 31.10.2010      |
| Соловйов Михайло Іванович   | Сільський голова, 1970 року народження, освіта вища, безпартійний | 31.10.2010   |                 |

Примітка: таблиця складена за даними сайту Верховної Ради України

### Депутати
За результатами місцевих виборів 2010 року депутатами ради стали:

#### За суб'єктами висування
| Суб'єкт висування | Кількість обраних депутатів | %   |
| ----------------- | --------------------------- | --- |
| Партія регіонів   | 16                          | 100 |

#### За округами
| № округу        | Прізвище, ім'я, по батькові   | Дата визнання обраним | Освіта  | Партійна приналежність | Відомості про обраного депутата                                           |
| --------------- | ----------------------------- | --------------------- | ------- | ---------------------- | ------------------------------------------------------------------------- |
| Партія регіонів |                               |                       |         |                        |                                                                           |
| 1               | Делік Марія Степанівна        | 04.11.2010            | вища    | позапартійна           | Вознесенський Другій навчально-виховний комплекс, вчитель                 |
| 2               | Бєйлекчі Тетяна Іванівна      | 04.11.2010            | вища    | позапартійна           | Вознесенський Другій навчально-виховий комплекс, завідувачці господарства |
| 3               | Кащи Ірина Петрівна           | 04.11.2010            | вища    | позапартійна           | тимчасово не працює                                                       |
| 4               | Грек Надія Данилівна          | 04.11.2010            | вища    | позапартійна           | Вознесенська Друга сільська рада, секретар                                |
| 5               | Коваржик Наталя Миколаївна    | 04.11.2010            | вища    | позапартійна           | Вознесенській Другій фельдшерсько-акушерський пункт, завідувачка          |
| 6               | Самсон Раїса Іллівна          | 04.11.2010            | вища    | позапартійна           | сільськогосподарський виробничий кооператив "Прогрес ", працівниця        |
| 7               | Смотеско Алла Павлівна        | 04.11.2010            | середня | позапартійна           | Вознесенівська Друга сільська рада, соціальний робітник                   |
| 8               | Василькован Надія Максимівна  | 04.11.2010            | середня | позапартійна           | сільськогосподарський виробничий кооператив "Прогрес ", працівниця        |
| 9               | Ворніков Михайло Миколайович  | 04.11.2010            | середня | позапартійний          | сільськогосподарський виробничий кооператив "Прогрес ", водій             |
| 10              | Іванова Зіновія Костянтинівна | 04.11.2010            | вища    | позапартійна           | Червоненський навчально-виховний комплекс, директор                       |
| 11              | Дойжа Михайло Данилович       | 04.11.2010            | вища    | позапартійний          | приватний підприємець                                                     |
| 12              | Мандажи Лілія Петрівна        | 04.11.2010            | вища    | позапартійна           | Червоненський навчально-виховнийкомплекс, вчитель                         |
| 13              | Коєва Надія Іванівна          | 04.11.2010            | вища    | позапартійна           | Вознесенська Друга сільська рада, землевпорядник                          |
| 14              | Келєш Тетяна Георгіївна       | 04.11.2010            | середня | позапартійна           | Червоненській будинок культури, завідувачка                               |
| 15              | Газібар Станіслав Георгійович | 04.11.2010            | вища    | член Партії регіонів   | приватнийи підприємець                                                    |
| 16              | Мільчева Зінаїда Іванівна     | 04.11.2010            | середня | член Партії регіонів   | Червоненській фельдшерсько-акушерський пункт, технічний працівник         |